# Телепинов указ
Телепинов указ назив је за хетитски документ који је настао у време владавине краља Телепина, око 1550. године п. н. е. (доња хронологија). 
Телепинов указ је један од најзначајнијих извора за историју Старог хетитског краљевства. Сачуван је у две верзије - на хетитском и акадском језику. У тексту су садржани описи Муришилишевог освајања Вавилона (1600. године п. н. е.) као и имена хетитских владара до периода владавине Телепина са описима њихових освајања. 